# Selina Atay
Selina Atay (* 20. November 2001) ist eine türkische Tennisspielerin.

## Karriere
Atay begann im Alter von fünf Jahren mit dem Tennisspielen und bevorzugt Hartplätze. Sie spielt überwiegend Turniere auf der ITF Women’s World Tennis Tour, wo sie bislang einen Doppeltitel gewonnen hat.

### College Tennis
2018 bis 2021 spielte sie für das Damentennisteam der Mountaineers der Appalachian State University.

## Turniersiege

### Doppel
| Nr. | Datum             | Turnier | Kategorie | Belag     | Partnerin        | Finalgegnerinnen                         | Ergebnis         |
| --- | ----------------- | ------- | --------- | --------- | ---------------- | ---------------------------------------- | ---------------- |
| 1.  | 2. September 2023 | Baku    | ITF W15   | Hartplatz | Maria Mikhailova | Sravya Shivani Chilakalapudi Snehal Mane | 2:6, 6:2, [10:7] |